# Jan Hertvík z Rušinova
Jan Hertvík z Rušinova (? – 1455) byl východočeský zeman, husitský hejtman a hejtman Čáslavského kraje.

## Život
Jan Hertvík pocházel z rodu zemanů z Ostružna a Rušinova na Čáslavsku. Roku 1415 připojil svou pečeť ke stížnému listu proti upálení Jana Husa. Po vypuknutí husitských válek se stal společně se svým bratrem Hertvíkem ze Spačic členem orebského bratrstva. Po jeho smrti během obléhání Ronova zaujal jeho místo mezi hejtmany orebitů.  
Roku 1427 je doložen jako držitel Vilémova, Ohebu, Vildštejna, Přibyslavi a Ronova. V letech 1428–1429 se účastnil obležení Lichtenburku (Lichnice). Po husitských válkách uznal krále Zikmunda, který mu potvrdil držbu některých majetků. Roku 1440 připojil svou pečeť k listu mírnému a poté se stal hejtmanem Čáslavského kraje. Účastnil se obléhání Paběnic roku 1446 a dobývání Prahy Jiřím z Poděbrad roku 1448. Zemřel nejspíš roku 1455.  